# Słowo Polskie (1896–1934)
Das Słowo Polskie (Polnisches Wort) war eine polnische Tageszeitung, die von 1896 bis 1934 in Lemberg herausgegeben wurde. Sie war die erste moderne Tageszeitung in Galizien.
Bis 1902 war es ein Organ des Polskie Stronnictwo Demokratyczne und anschließend des Stronnictwo Narodowo-Demokratyczne. Redakteure waren Tadeusz Romanowicz, Zygmunt Wasilewski, Stanisław Grabski und Roman Kordys
Von 1902 bis 1903 erschien die literarische Zeitungsbeilage Tygodnik Słowa Polskiego unter der Leitung von Jan Kasprowicz.